# Suševlje
Suševlje (raniji naziv »Suševje«) je naselje u gradu Leskovcu, Jablanički upravni okrug, Srbija. Prema popisu iz 2022. godine u Suševlju je živjelo 76 stanovnikа.